# Marc Cary

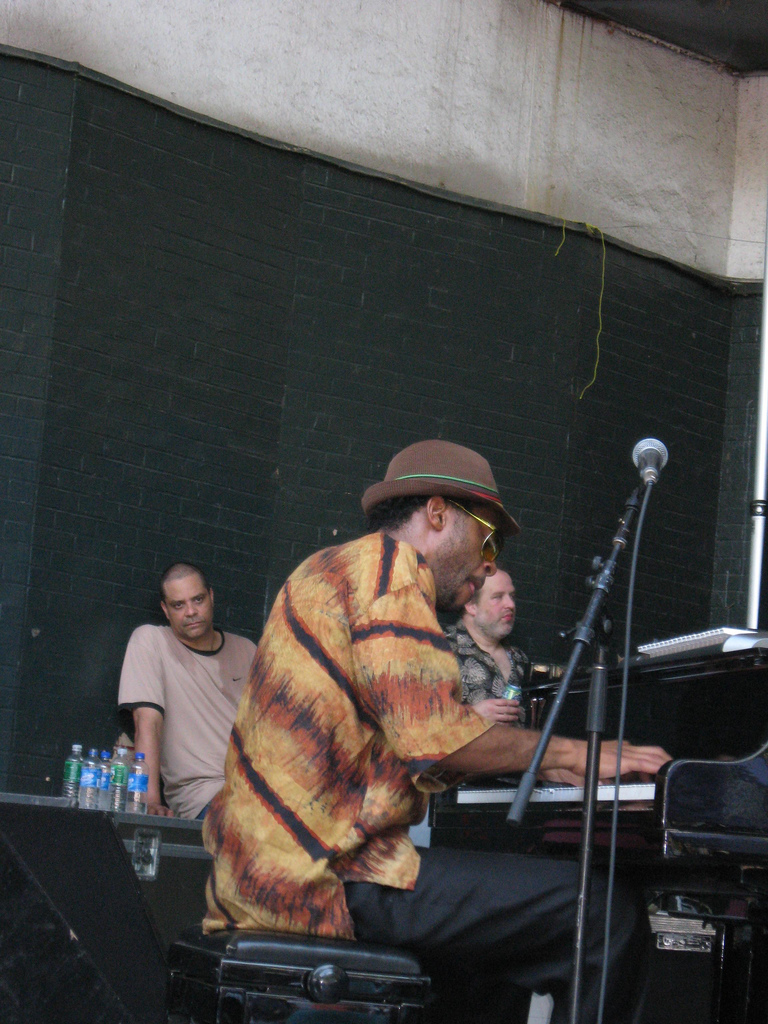
Marc Cary 2007, Foto von Jalylah Burrell

Marc Anthony Cary (* 29. Januar 1967 in New York City) ist ein US-amerikanischer Jazzpianist und Arrangeur.

## Leben und Wirken
Marc wuchs in Washington, D.C. auf und begann seine Karriere zunächst in der dortigen Go-Go-Szene, dann arbeitete er mit Unterstützung von Mickey Bass und Beaver Harris in New York City. Ab Anfang der 1990er Jahre trat er mit Art Taylor, Betty Carter und Roy Hargrove (The Vibe, 1992) auf. 1994 wurde er Begleitmusiker und Arrangeur von Abbey Lincoln. Im selben Jahr erschien sein Debütalbum Cary On, bei dem u. a. Roy Hargrove, Ron Blake und Dwayne Burno mitwirkten. Es folgten Ende der 1990er Jahre zwei Produktionen für das Label Arabesque, Listen (mit Terell Stafford) und The Antidote. Nach einem Electronica-Project (Rhodes Ahead), begann er ab 2000 mit einem akustischen Piano-Trio zu arbeiten.
Cary leitete 2012 das Focus Trio mit Schlagzeuger Duane King und Bassist Tarus Mateen. In seiner Musik verarbeitet er – beeinflusst von Randy Weston und McCoy Tyner – Post-Bop mit afrokubanischen Rhythmen und elektronischen Grooves. 2021 legte er das von der Kritik gelobte Album Life Lessons vor.

## Diskographische Hinweise
- Cary On (Enja, 1995)
- The Magician (Enja, 1996)
- Who Used to Dance (PolyGram/Nerve, 1997)
- Listen (Arabesque, 1997)
- The Antidote (Arabesque, 1998)
- Indigenous People (Jazzateria, 1999)
- Trillium (Jazzateria, 2000)
- Rhodes Ahead (Jazzateria, 2000)
- Focus (Motema, 2006)
- Focus Trio Live 2009 (Motema, 2009)
- Cary On: The Prequel (2020)